# Memorial (organisatie)
Memorial (Russisch: Мемориал) is een internationale historische en burgerrechtenorganisatie die actief is binnen een aantal voormalige Sovjetlanden. Haar volledige officiële Engelse naam is de International Volunteer Public Organization "MEMORIAL Historical, Educational, Human Rights And Charitable Society". De organisatie is mede opgericht door de Russische dissidenten Andrej Sacharov, Sergej Kovalev en Arseni Roginski. De laatste was vanaf 1996 tot aan zijn overlijden in december 2017 voorzitter van Memorial. De organisatie is sinds 28 december 2021 officieel verboden door het Russische hooggerechtshof.

## Missie
De organisatie heeft de volgende missies gedefinieerd in haar handvest (vertaald vanuit het Engels):
1. "Het bevorderen van een volwassen maatschappelijk middenveld en democratie gebaseerd op de autoriteit van de wet en aldus een terugkeer naar totalitarisme te voorkomen";
2. "Het helpen bij de formering van het openbaar bewustzijn gebaseerd op de waarden van democratie en de wet, het afkomen van totalitaire patronen en het vestigen van stevige mensenrechten in praktische politiek en in het publieke leven";
3. "Het bevorderen van de openbaarmaking van de waarheid met betrekking tot het historisch verleden en het bestendigen van de nagedachtenis van de slachtoffers van politieke vervolging die wordt uitgevoerd door totalitaire regimes".

## Stichting en geschiedenis
De organisatie werd officieel gesticht op de stichtingsconferentie op 19 april 1992, maar was al actief in de jaren 80 tijdens de glasnostperiode in de Sovjet-Unie. Na het uiteenvallen van de Sovjet-Unie werd het een internationale organisatie en zette het afdelingen op in Rusland, Oekraïne, Kazachstan, Letland en Georgië.
In 2004 behoorde Memorial tot de vier ontvangers van de Right Livelihood Award (soms aangeduid als de alternatieve Nobelprijs), voor haar werk met betrekking tot het documenteren van de schendingen van de mensenrechten in Rusland en andere voormalige Sovjetlanden. De jury verklaarde zelf: "(...) for showing, under very difficult conditions, and with great personal courage, that history must be recorded and understood, and human rights respected everywhere, if sustainable solutions to the legacy of the past are to be achieved."
Memorial werd ook drie keer genomineerd voor de Nobelprijs voor de Vrede.
In december 2008 vielen medewerkers van de Russische geheime dienst de kantoren van Memorial binnen en confisqueerden hun archieven. Volgens historicus en Ruslandkenner Orlando Figes past de inval in Poetins strategie het Russische verleden op te poetsen: "Het Kremlin wil dat Russen trots zijn op het Sovjetverleden en niet belast worden met schuldgevoelens over onderdrukking onder Stalin".
Regelmatig vinden er vergeldingen plaats richting medewerkers van de organisatie. Zo werd medio juli 2009 de Russische journaliste en hoofd van Memorial, Natalja Estemirova, ontvoerd en vermoord in Tsjetsjenië. Haar lichaam werd in Ingoesjetië gevonden. Haar moordenaar(s) is/zijn onbekend.
Joeri Dmitrijev, een historicus die voor Memorial decennialang onderzoek deed naar massagraven uit de tijd van de stalinistische onderdrukking, werd in 2020 veroordeeld tot 13 jaar cel na beschuldigingen van het produceren van kinderpornografie en het misbruiken van zijn pleegdochter. De straf werd in 2021 verhoogd naar 15 jaar.
In 2022 kreeg Memorial, samen met Ales Bjaljazki en de Oekraïense organisatie Centrum voor Burgerlijke Vrijheden, de Nobelprijs voor de Vrede voor het promoten van het recht om machthebbers te bekritiseren, en het beschermen van de fundamentele rechten van burgers.

#### Onwelgevallig aan de regering
De Russische Doema stelde op 21 november 2012 de Wet op Buitenlandse Agenten vast (Law on Foreign Agents). Deze vereist dat elke ngo (zoals Memorial) die buitenlandse financiering ontvangt en zich bezighoudt met wat zij heel losjes als "politieke activiteit" definieert, zich moet registreren als een "organisatie die de functies van een buitenlandse agent uitvoert". Een "buitenlandse agent" is een persoon of groep die officieus de belangen van een ander land behartigt. De betreffende ngo moet deze aanduiding in elke communicatie, online of op papier, vermelden.
In datzelfde jaar had Memorial haar rapport "Roma, migranten, activisten: slachtoffers van misbruik door de politie" ingediend bij de VN-Commissie tegen marteling (UN-CAT). De openbare aanklager daagde Memorial voor de rechter (Mirovoy Hof no.8 in Sint Petersburg (administrative Hof)) omdat hij dit rapport als een politieke activiteit van Memorial zag, naar werd gesteld, betaald met buitenlands geld. Dit hof verwierp deze aanklacht echter als ongefundeerd.
Daarop startte de openbare aanklager in juli 2013 een civiel proces (op basis van artikel 45, deel 1 van de Code on Civil Procedure) namens een niet nader gedefinieerde groep burgers, '"die zouden worden beschermd door Memorials registratie als "buitenlandse agent"'. De openbare aanklager ging echter verder dan bij het eerdere proces: volgens hem was het rapport een deel van de lading. Alle activiteiten van Memorial waren politiek van aard, die ook nog eens de reputatie van politie en leger bezoedelden.
Uiteindelijk werd Memorial op 12 december 2013 door de Leninsky Districtsrechtbank van Sint Petersburg tot buitenlands agent verklaard. Zij (d.w.z. de afdelingen Moskou en St. Petersburg) moest zich als zodanig gaan registreren bij het Ministerie van Justitie. Dit alles werd in 2016 nogmaals bekrachtigd.
In een brief van het Russisch Hooggerechtshof aan Memorial van 11 november 2021 bleek dat sluiting van de ngo dreigt, i.v.m. "systematische schendingen van de wet op buitenlandse agenten". Een hoorzitting werd aangekondigd voor 25 november. Volgens Memorial gaat het hier om politiek: deze wet is bedoeld om onafhankelijke organisaties te liquideren. Zij heeft aangedrongen op intrekken ervan. Volgens president Poetin is de wet alleen maar bedoeld om geldstromen in kaart te brengen.
Op 25 november stond de advocaat van Memorial dan voor rechter Alla Nazarova en tegenover openbaar aanklager Igor Krasnov. Volgens de aanklager heeft Memorial zich niet altijd gehouden aan de verplichting te vermelden dat zij "een buitenlands agent" is en dat dit de veiligheid van Russen in gevaar gebracht heeft. Op de vraag welke Russen en waardoor en hoe dan bleef de aanklager het antwoord schuldig. Het vervolg van de hoorzitting vond plaats op 14 december 2021.
Op 28 december 2021 mondden de gerechtelijke procedures uit in een daadwerkelijk verbod van Memorial door het Russische Hooggerechtshof. Oud-Sovjetleider Michail Gorbatsjov en Nobelprijs voor de Vrede-winnaar Dmitri Moeratov namen het in een brief aan het openbaar ministerie nog persoonlijk op voor de organisatie, maar dit had geen effect. Memorial kondigde aan in beroep te gaan tegen het vonnis, desnoods bij het Europees Hof voor de Rechten van de Mens.

## Activiteiten
De organisatie richt zich vooral op de volgende activiteiten:
- Het organiseren van wettelijke en financiële hulp voor de slachtoffers van de Goelag;
- Onderzoek naar de geschiedenis van politieke onderdrukking en het publiceren van de uitkomsten hiervan in boeken, artikelen, op tentoonstellingen, in musea en op websites van de organisaties van haar leden.

Dankzij Memorial werd op 30 oktober 1990 het Gedenkteken voor de slachtoffers van de Goelag opgericht (een simpele steen van de Solovetski-eilanden) op het Loebjankaplein in Moskou in de buurt van het hoofdkantoor van de KGB naast de "IJzeren Felix" (standbeeld voor Feliks Dzerzjinski dat in augustus 1991 werd verwijderd).
In 1991 werd de 30e oktober door de Opperste Sovjet van de Russische SFSR officieel erkend als de Dag van Herdenking van de Slachtoffers van Politieke Onderdrukking.
Onder andere door inspanningen van Memorial werd de Wet op de Rehabilitatie van Slachtoffers van Politieke Onderdrukking opgesteld, die werd aangenomen in 1991.

## Onderscheiding
In 2009 ontving de organisatie de Sacharovprijs voor de Vrijheid van Denken van het Europees Parlement. De Sacharovprijs is bestemd voor personen en organisaties die zich wijden aan de bescherming van de rechten en fundamentele vrijheden van de mens. De prijs werd namens Memorial in ontvangst genomen door mensenrechtenactivisten Oleg Orlov, Sergej Kovaljov en Ljoedmila Aleksejeva.
Op 7 oktober 2022 werd de toekenning van de Nobelprijs voor de Vrede, bekendgemaakt aan Memorial samen met de Wit-Russische mensenrechtenactivist Ales Bjaljazki en de Oekraïense organisatie Centrum voor Burgerlijke Vrijheden. Enkele uren later nam de Russische overheid de gebouwen van de stichting in beslag.